# Mauro Montagnoli

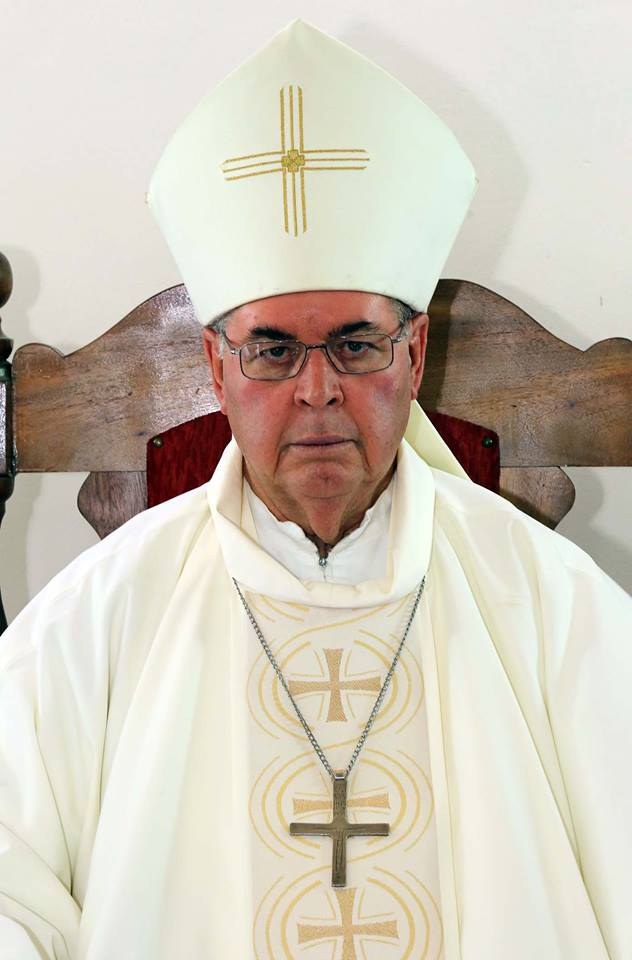
Bischof Mauro Montagnoli (2015)

Mauro Montagnoli CSS (* 4. Juli 1945 in Ouro Fino, Minas Gerais) ist ein brasilianischer Ordensgeistlicher und emeritierter römisch-katholischer Bischof von Ilhéus.

## Leben
Mauro Montagnoli besuchte die Schulen in Rio Claro und Ribeirão Preto. Anschließend trat er der Ordensgemeinschaft der Stigmatiner bei und legte am 9. Dezember 1964 die Profess ab. Nach dem Studium der Philosophie und der Katholischen Theologie in Campinas empfing Montagnoli am 24. Januar 1971 das Sakrament der Priesterweihe.
Von 1971 bis 1988 war Mauro Montagnoli als Ausbilder in den Priesterseminaren der Stigmatiner in Morrinhos, Goiânia und Campinas tätig. Daneben erwarb er nach weiterführenden Studien an der Pontifícia Universidade Católica de Campinas ein Lizenziat im Fach Geschichtswissenschaft sowie 1972 am Päpstlichen Athenaeum Salesianum in Rom einen Abschluss in den Fächern Pädagogik und Spiritualität. Von 1988 bis 1994 war Montagnoli Provinzial der Ordensprovinz Santa Cruz der Stigmatiner mit Sitz in Campinas. Danach war er Mitglied des Generalrats seiner Ordensgemeinschaft.
Papst Johannes Paul II. ernannte ihn am 20. Dezember 1995 zum Bischof von Ilhéus. Der Erzbischof von São Salvador da Bahia, Lucas Kardinal Moreira Neves OP, spendete ihm am 24. Februar 1996 auf dem Sportplatz des Ginásio de Esportes in Ouro Fino die Bischofsweihe; Mitkonsekratoren waren Hélio Paschoal CSS, Bischof von Livramento de Nossa Senhora, und José Alberto Moura CSS, Bischof von Uberlândia. Montagnoli wählte den Wahlspruch Presidir é servir bem („Vorstehen heißt gut dienen“). Die Amtseinführung erfolgte am 10. März 1996. In der Brasilianischen Bischofskonferenz (CNBB) war er Mitglied der Kommission für die Pastoral (1999–2003) und Vorsitzender der Kommission für die Laien (2003–2007). Ferner war er im Lateinamerikanischen Bischofsrat (CELAM) zunächst Mitglied der Kommission für die Laien (1999) und später Präsident dieser Kommission (2000–2003).
Am 11. August 2021 nahm Papst Franziskus das von Mauro Montagnoli aus Altersgründen vorgebrachte Rücktrittsgesuch an.